# Plaza Nueva (Bilbao)
La plaza Nueva es una plaza ubicada en el Casco Viejo de Bilbao.

## Historia
La plaza Nueva de Bilbao es una propuesta arquitectónica de estilo neoclásico. Un proceso administrativo muy complejo prolongó la construcción de la plaza durante sesenta y cinco años repartidos en dos periodos:
1. Entre 1786 y 1829 se puso en marcha el proyecto.
2. Entre 1829 y 1851 se realizó.

Lo cual conllevó una triple autoría: 
1. En 1821, Silvestre Pérez levantó los planos.
2. En 1825, Antonio de Echevarría asumió la dirección de la obra, realizando dos proyectos de reforma en 1829 y 1832.
3. La dirección pasó entre 1840 y 1851 a Avelino de Goicoechea, quien a su vez modificó el proyecto de Echevarría.

La idea de construir una plaza nueva fue debida al espíritu ilustrado bilbaíno de finales del siglo XVIII. Se trataba de sustituir el recinto antiguo por un entorno funcional, cómodo, higiénico y bello.
En la actualidad es sede de Real Academia de la Lengua Vasca.